# Солёное (озеро у Донской Балки)
Солёное — озеро в Ставропольском крае России в 2,5 км юго-западнее села Донская Балка в правобережье реки Калаус. Площадь поверхности — 2,84 км². Высота над уровнем моря — 155,2 или 158 м.
Солёное озеро является важным центром гнездования и миграции многих видов птиц, среди которых белолобый гусь, краснозобая казарка, пискулька, серый гусь, серая цапля, черноголовый хохотун, серебристая чайка, морской голубок, ходулочник, малая белая цапля.

## Заказник
С 1999 года озеро включено в природный заказник вместе с Лушниковским озером.